# 渡部秀 アクターズ・レイディオ
「渡部秀 アクターズ・レイディオ」（わたなべしゅう アクターズ・レイディオ） は、2018年4月2日よりJFN PARKで配信されているラジオ番組。隔週月曜10時に配信を行っている。最終回は2019年3月19日。

## 概要
俳優・渡部秀が同じく俳優として活躍しているゲストを招き、「俳優トーク」をしていく番組。渡部にとって初の冠番組となる。
学生時代にハガキ職人をしており、『SCHOOL OF LOCK!』、『JET STREAM』『アルコ&ピースのオールナイトニッポン』などを聴いていた渡部は番組開始にあたってのインタビューの中で、「ラジオは憧れの分野だった」と語っている。

## ゲスト
| 2018年                                           | 2018年                         |
| 放送回数                                         | ゲスト                         |
| ------------------------------------------------ | ------------------------------ |
| 第1回（2018年4月2日）、第2回（2018年4月16日）    | 大谷亮平                       |
| 第3回（2018年4月30日）、第4回（2018年5月14日）   | 市川知宏                       |
| 第5回（2018年5月28日）、第6回（2018年6月11日）   | さとうほなみ                   |
| 第7回（2018年6月25日）、第8回（2018年7月9日）    | 今野浩喜                       |
| 第9回（2018年7月23日）、第10回（2018年8月6日）   | 向野章太郎、石原壮馬、太田将熙 |
| 第11回（2018年8月20日）、第12回（2018年9月3日）  | 石井一彰                       |
| 第13回（2018年9月17日）、第14回（2018年10月1日） | 村松崇継                       |